# Rechin boreal
Rechinul boreal (Somniosus microcephalus) trăiește în nordul Oceanului Atlantic și în Oceanul Arctic.
Poate ajunge la o lungime de peste cinci metri, în ciuda faptului că are o creștere lentă, estimată la numai 1 cm pe an.
O echipă internațională de cercetători, condusă de Julius Nielsen de la Universitatea din Copenhaga, a publicat în revista de specialitate „Science” un articol în care ajungea la concluzia că rechinul boreal are o speranță de viață de minimum 400 de ani, atingând maturitate sexuală abia după vârsta de 150 de ani.
Fiind, ca toți rechinii, un pește cartilaginos, nu i se poate estima vârsta prin procedee clasice pentru vertebrate, deoarece nu dispune de țesuturi calcifiate. De aceea, echipa condusă de Julius Nielsen a aplicat datarea cu carbon a proteinelor din cristalin care se formează încă înainte de naștere, rechinul boreal fiind ovovivipar.
După cercetarea a 28 de femele de rechin boreal, capturate în diverse expediții, s-a constat că exemplarele măsurau între 80 cm și ceva peste 5 m. Pe baza măsurătorilor, cercetătorii au calculat o vârstă medie de 272 de ani. Pentru cel mai mare din exemplarele studiate, pe baza măsurătorilor de lungime a fost calculată o vârstă de 392 de ani, cu o marjă de eroare de 120 de ani.